# Santa Caterina da Siena a Via Populonia
Santa Caterina da Siena a Via Populonia, även benämnd Santa Caterina da Siena all'Appio Latino, är en kyrkobyggnad i Rom, helgad åt den heliga Katarina av Siena. Kyrkan är belägen vid Via Populonia i quartiere Appio-Latino och tillhör församlingen Santa Caterina da Siena.

## Beskrivning
Kyrkan uppfördes åren 2010–2013 efter ritningar av far och son Rosario Giuffrè (född 1938) och Ernesto Maria Giuffrè (född 1972).

## Kommunikationer
- Tunnelbanestation Ponte Lungo – Roms tunnelbana, linje
- Busshållplats Satrico/Collazia – Roms bussnät, linjerna 360 628 665